# Pelíšek (Sovoluská Lhota)
Rybník Pelíšek, někdy nazývaný též Peliský rybník o rozloze vodní plochy 5,9 ha se nalézá u silnice III. třídy č. 32214 vedoucí z obce Brloh do vesnice Sovoluská Lhota v okrese Pardubice. Rybník je využíván pro chov ryb a zároveň představují lokální biocentrum pro rozmnožování obojživelníků. V okolí rybníka se nalézá velká chatová osada.

## Galerie

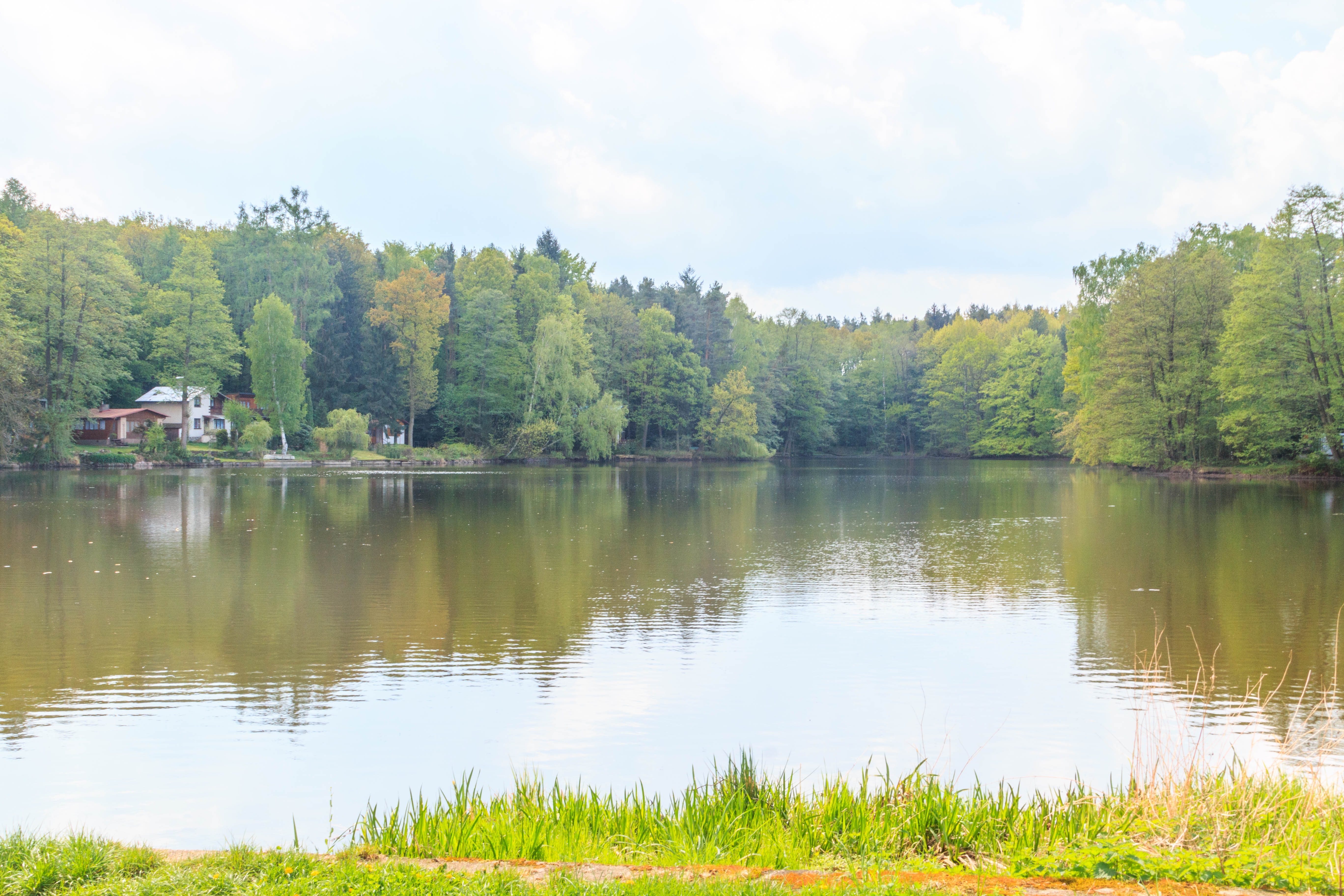
pohled na rybník Pelíšek u Sovoluské Lhoty
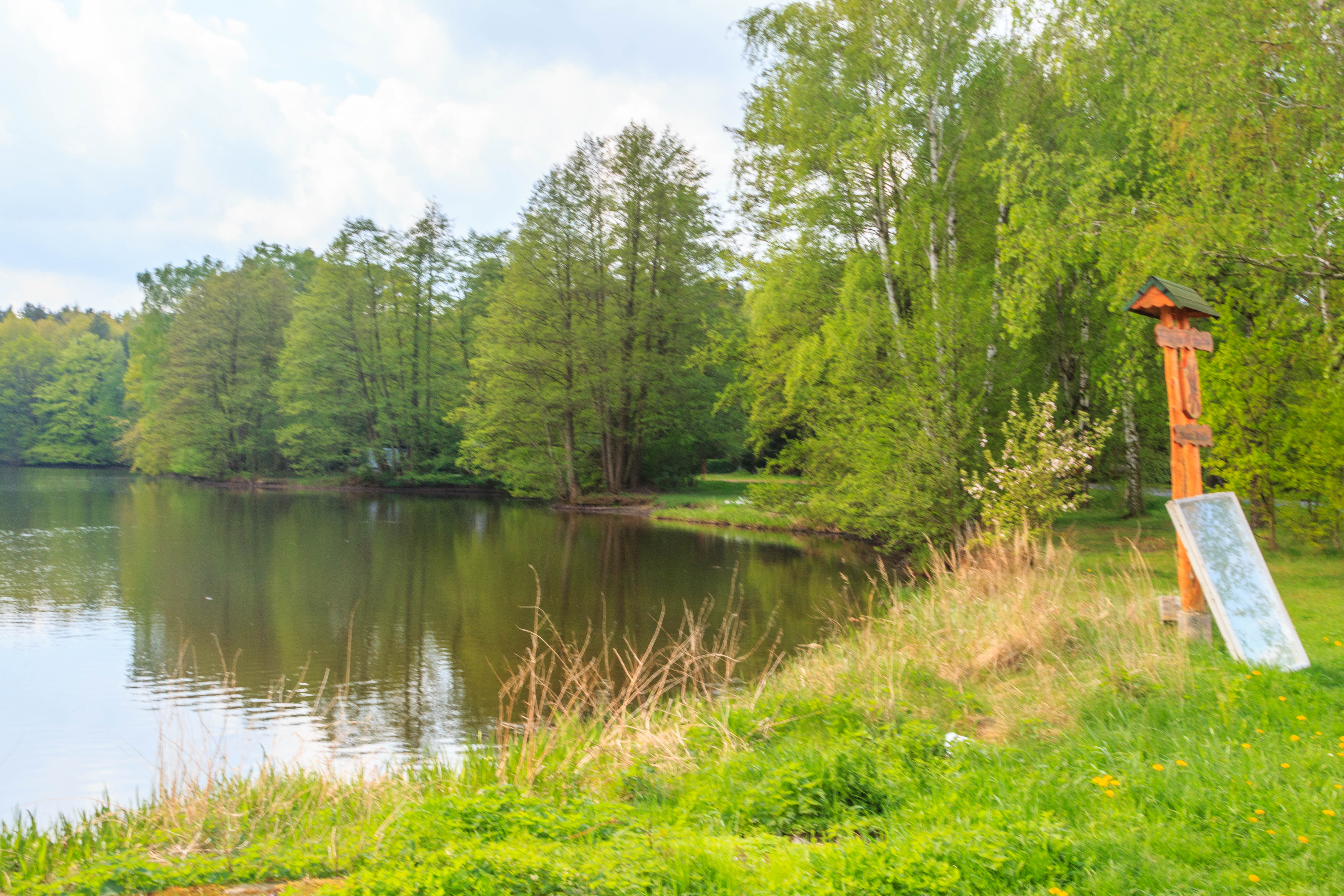
pohled na rybník Pelíšek u Sovoluské Lhoty
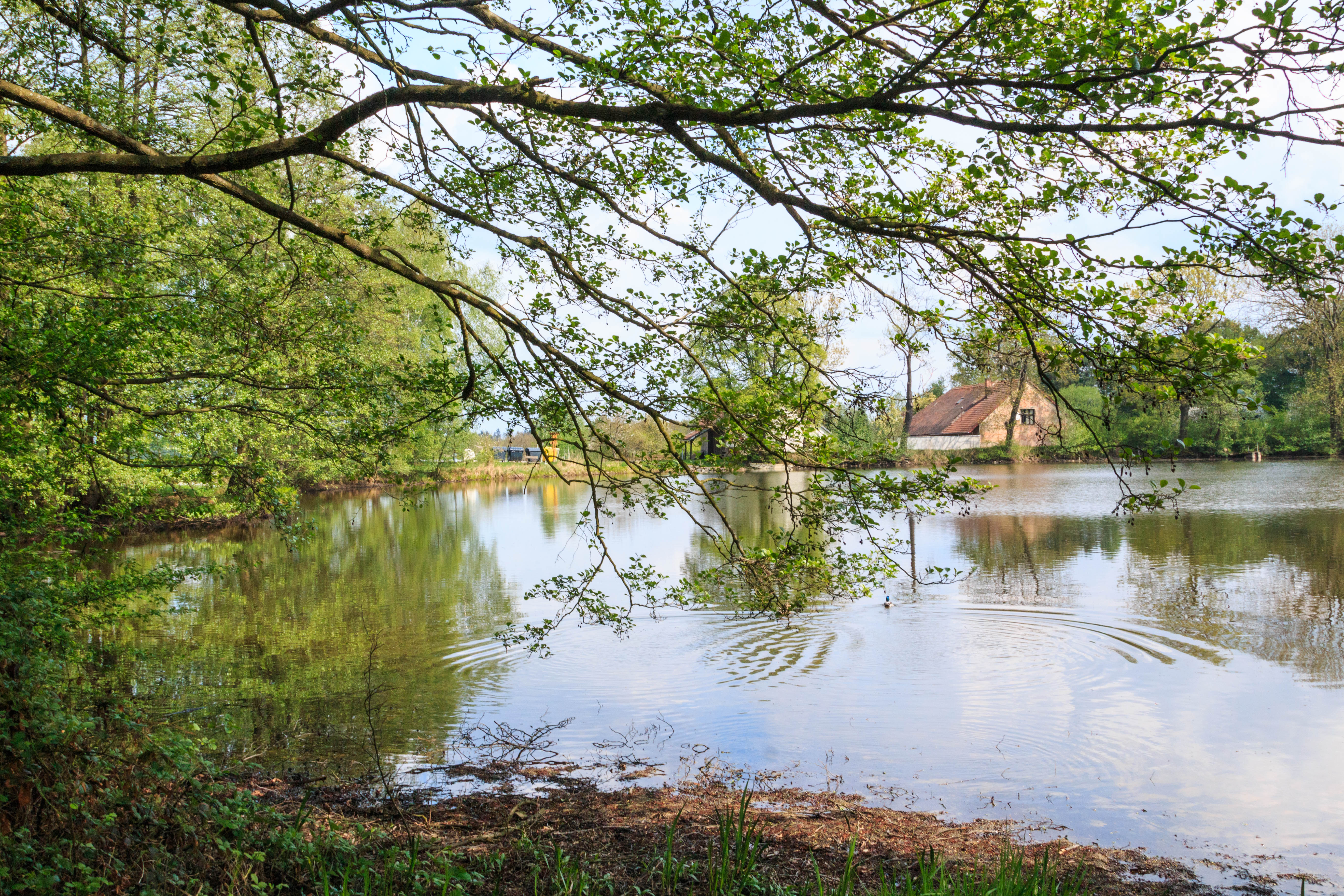
pohled na rybník Pelíšek u Sovoluské Lhoty
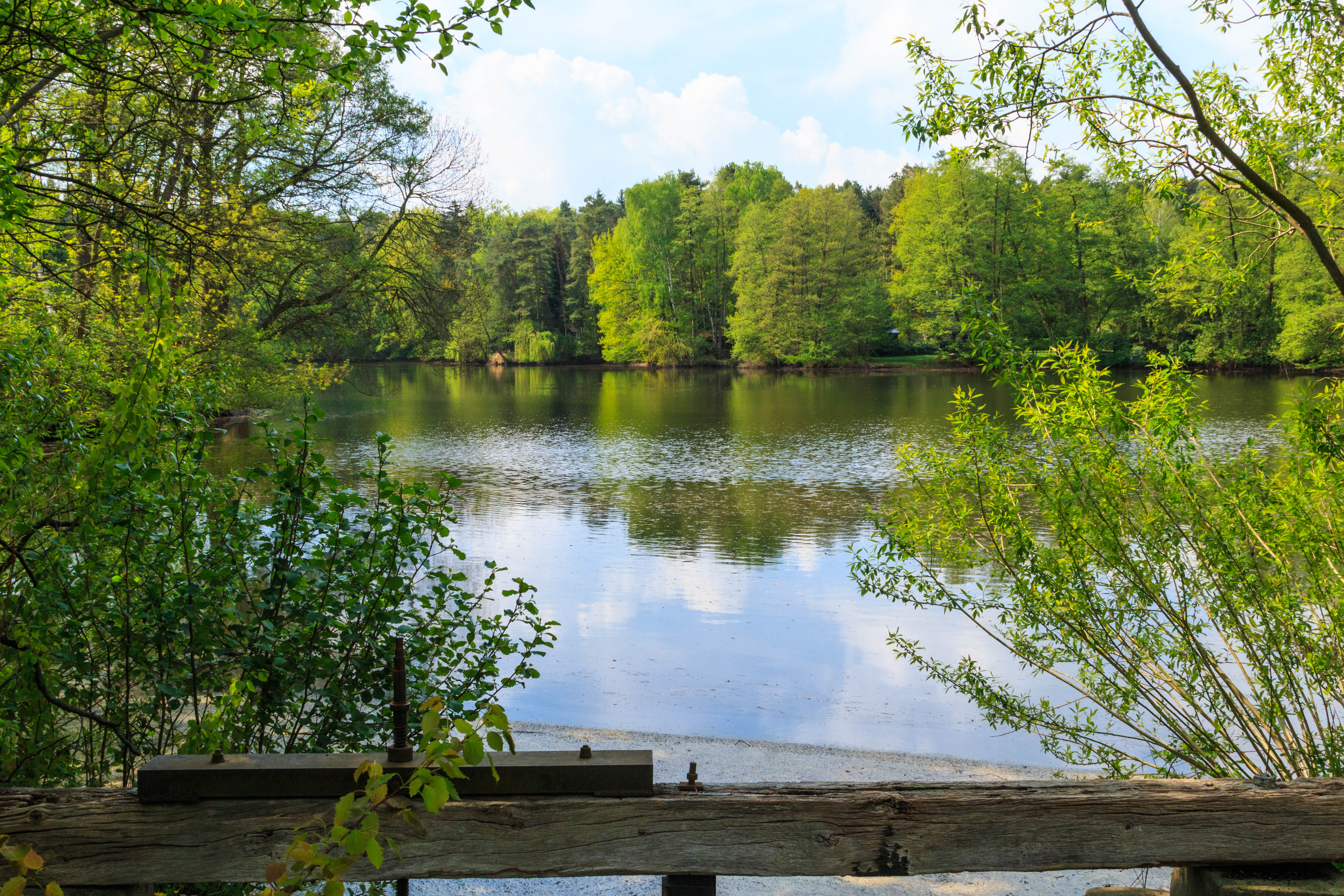
pohled na rybník Pelíšek u Sovoluské Lhoty